# Saint-Momelin
Saint-Momelin är en kommun i departementet Nord i regionen Hauts-de-France i norra Frankrike. Kommunen ligger i kantonen Bourbourg som tillhör arrondissementet Dunkerque. År 2022 hade Saint-Momelin 420 invånare.

## Befolkningsutveckling
Antalet invånare i kommunen Saint-Momelin
| Referens: INSEE |